# Virgularia bromleyi
Virgularia bromleyi är en korallart som beskrevs av Rudolf Albert von Kölliker 1880. Virgularia bromleyi ingår i släktet Virgularia och familjen Virgulariidae. Inga underarter finns listade i Catalogue of Life.